# سيي أديكويا
سيي أديكويا (بالإنجليزية: Seyi Adekoya)‏ هو لاعب كرة قدم أمريكي في مركز الهجوم، ولد في 5 ديسمبر 1995 في سياتل في الولايات المتحدة. لعب مع بروينز لجامعة كاليفورنيا ‏.

## وصلات خارجية
- سيي أديكويا على موقع الدوري الأمريكي (الإنجليزية)
- سيي أديكويا على موقع قاعدة بيانات كرة القدم.إي يو (الإنجليزية)
- سيي أديكويا على موقع Soccerway.com (الإنجليزية)